# (27361) 2000 DJ112
2000 دي جاي 112 (ويعرف أيضًا باسم (27361) 2000 دي جاي 112 وفق تسمية الكوكب الصغير) (بالإنجليزية: 2000 DJ112)‏ هو كويكب ضمن حزام الكويكبات؛ وترتيبه 27361 من حيث الاكتشاف.
اكتُشف هذا الجُرم الفلكي بواسطة بحث لنكولن عن الكويكبات القريبة من الأرض في 29 فبراير 2000.

## وصلات خارجية
- (27361) 2000 DJ112 في قاعدة بيانات مختبر الدفع النفاث لأجرام النظام الشمسي الصغيرة

- الاكتشاف · مخطط المدار ·  العناصر المدارية · المعلمات المادية

- (27361) 2000 DJ112 على موقع ويكي سكاي: DSS2, SDSS, GALEX, IRAS, Hydrogen α, X-Ray, Astrophoto, Sky Map, Articles and images